# باشگاه فوتبال توکوشیما ورتیس
باشگاه فوتبال توکوشیما ورتیس ژاپنی: 徳島ヴォルティス باشگاه فوتبالی در شهر استان توکوشیما، ژاپن است که در جی‌لیگ بازی می‌کند. این باشگاه در سال ۱۹۵۵ میلادی پایه‌گذاری شده است.